# Yahya Jammeh
Yahya Abdul-Aziz Jemus Junkung Jammeh (Kanilai, 25 de maio de 1965) é um militar gambiano, antigo presidente de seu país, desde que assumiu o poder por um golpe de estado em 22 de julho de 1994 até 21 de janeiro de 2017.  Foi eleito presidente dois anos depois, em 1996, num pleito que recebeu inúmeras críticas e novamente reeleito em 2001, 2006 e 2011.
Nas eleições realizadas em 1 de dezembro de 2016, foi derrotado por Adama Barrow. Inicialmente, ele aceitou o resultado, mas em 9 de dezembro de 2016, Yahya Jammeh afirmou não reconhecer o resultado das eleições. No dia 19 de janeiro de 2017, Adama Barrow tomou posse como Presidente da Gâmbia numa cerimônia realizada na embaixada da Gâmbia em Dacar, Senegal, enquanto em Banjul, Yahya Jammeh, negou mais uma vez a ceder o poder. Contudo, em 20 de janeiro, Yahya anunciou que renunciava formalmente a presidência do seu país.
O ex-presidente da Gâmbia exilou-se na Guiné-Equatorial e teria levado consigo 11 milhões de dólares e um avião de carga com carros de luxo e outros bens. Mais de USD 11 milhões estão em falta nos cofres públicos da Gâmbia, rombo que coincide com a saída do poder do ex-presidente Yahya Jammeh. A denúncia foi feita por um conselheiro do presidente, Adama Barrow.